# Zlatko Šešelj
Zlatko Šešelj (Zagreb, 14. listopada 1952. – Zagreb, 25. studenoga 2023.) bio je hrvatski klasični filolog, prevoditelj, osnivač Privatne klasične gimnazije u Zagrebu i saborski zastupnik.
U Zagrebu je završio Klasičnu gimnaziju i Filozofski fakultet. Nakon studija deset godina radi kao profesor grčkog i latinskog jezika u tadašnjoj školi Rudi Čajavec (sada Izidor Kršnjavi), potom prelazi u Obrazovni centar za jezike, gdje biva i ravnateljem, a u kojem je bila i Klasična gimnazija. Godine 1973. bio je među osnivačima časopisa Latina et Graeca i dugo godina bio njegov glavni urednik. Od 1975. godine radi na Filozofskom fakultetu predajući metodiku nastave klasičnih jezika. Od 1979. urednik je biblioteke časopisa koja je objavljivala dvojezična izdanja antičkih tekstova. Objavljivao je stručne i znanstvene radove iz klasične filologije, udžbenike i prijevode s latinskoga.
Pošto ga je 1995. hrvatska vlada nakon niza kontroverznih odluka smijenila s mjesta ravnatelja Klasične gimnazije u Zagrebu, godine 1996. osnovao je Privatnu klasičnu gimnaziju. 
Bio je član Socijaldemokratske partije, kritičar predsjednika Tuđmana i 'njegove nacionalističke politike i tadašnjih pokušaja rehabilitacije ustaštva', posebno zato što mu je dio obitelji bio židovskog porijekla i nekoliko ih je ubijeno u Koncentracijskom logoru u Jasenovcu.
Početkom 2000. godine izabran je u Hrvatski sabor na listi Socijaldemokratske partije, ali je u prosincu 2003. podnio ostavku u znak protesta zbog koncepta obrazovne reforme koju je promovirao tadašnji ministar obrazovanja Vladimir Strugar. Bio je kritičar hrvatskoga školskog sustava, smatrajući da nema pomaka od pukog pamćenja činjenica prema podučavanju kritičkoga razmišljanja; sustav se ne reformira, smatrao je, nego se rade zakrpe 'svega i svačega'.
Godine 2022. osnovao je privatnu Klasičnu osnovnu školu.
Smatra ga se pionirom i osobom s važnim zaslugama u razvoju hrvatskoga školstva.

## Djela
- Priče o grčkim bogovima
- Priče o grčkim junacima